# Westborough
Westborough är en by i civil parish Westborough and Dry Doddington, i distriktet South Kesteven, i grevskapet Lincolnshire, i England. Byn är belägen 11 km från Grantham. Westborough var en civil parish fram till 1931 när blev den en del av Westborough and Dry Doddington. Civil parish hade 132 invånare år 1921. Byn nämndes i Domedagsboken (Domesday Book) år 1086, och kallades då Westburg.